# 艾伦·厄尔
艾伦·厄尔（英語：Alan Earle，1959年9月1日—），新西兰男子射击运动员，主攻手枪。他曾代表新西兰参加1998年、2002年、2006年和2010年英联邦运动会射击比赛，获得二枚银牌。